# 그레고어 기지
그레고어 플로리안 기지(독일어: Gregor Florian Gysi, 독일어 발음: [ˈɡʁeːɡoːɐ̯ ˈflɔ.rjan ˈɡiːzi], 1948년 1월 16일~)는 독일의 정치인, 변호사로 독일 좌파당 소속 정치인이다. 그는 2005년부터 독일 연방하원에서 좌파당의 원내교섭단체의 장이다. 그 이전에 그는 1990년부터 1998년까지 PDS(민주사회당)의 독일 연방하원 원내그룹의 장이었다. 1989년부터 1993년까지 그는 SED-PDS(독일 통일사회당-민주사회당 연합)와 PDS(민주사회당의 장이었다. 2002년에 그는 클라우스 보버라이트가 이끄는 베를린 주정부의 경제, 노동, 여성 장관이었다.

## 같이 보기
- 베를린 장벽
- 동유럽 혁명